# 樋口達哉
樋口 達哉（ひぐち たつや、1969年7月23日 - ）は日本のテノール歌手である。福島県二本松市出身。

## 経歴
福島県二本松市出身。二本松市立油井小学校、二本松市立安達中学校、福島県立福島東高等学校卒業。武蔵野音楽大学及び同大学大学院修了後イタリアのミラノに留学。リクルート・スカラシップ獲得。E・カルーソー国際声楽コンクール最優秀賞等を受賞。'98年ハンガリー国立歌劇場『ラ・ボエーム』ロドルフォ役でヨーロッパでのデビューとなり、続いてロヴェレート市立歌劇場(イタリア)にも同役で出演。翌年、リッカルド・ムーティ指揮でミラノ・スカラ座へ出演する。その後メトロポリタン歌劇場管弦楽団、モンテカルロ・フィルハーモニー管弦楽団、キューバ国立交響楽団、オマーン王立管弦楽団等と共演。その他、ボルドー歌劇場(フランス)、パリ・マドレーヌ寺院、ロンバルディア音楽祭(イタリア)、テル・アヴィブ（イスラエル）でもコンサートに出演。2010年にはミラノ大聖堂、サン・ピエトロ寺院(ヴァチカン)において『レクイエム』(三枝成彰)公演。2014年にはイタリアとサン・マリノ共和国に於いてジョイント・リサイタルを開催。
日本国内に於いても新国立劇場、二期会を中心に活動の場を広げる。新国立劇場では『トスカ』『蝶々夫人』『ファルスタッフ』『カヴァレリア・ルスティカーナ』『ラ・ボエーム』『ナブッコ』等を演じた。二期会公演では、『ダフネ』のデビュー以来、『仮面舞踏会』『エフゲニー・オネーギン』『椿姫』『蝶々夫人』『ファウストの劫罰』(タイトルロール）『こうもり』『ホフマン物語』（タイトルロール）と立て続けに主演し、指揮者ミシェル・プラッソンとも共演。日本オペラの分野でも『夕鶴』『黒船』『修禅寺物語』『忠臣蔵・外伝』等に出演。2016年3月には、びわ湖ホール・神奈川県民ホール公演『さまよえるオランダ人』(ワーグナー)にエリック役で出演する。2017年2月の二期会『トスカ』(ローマ歌劇場との提携公演)、6月『ラ・ボエーム』（日生劇場）、11月『ルサルカ』（日生劇場）、2018年3月『ノルマ』（二期会）では主役を演じた。
コンサートでは、ベートーヴェン『第九』、『題名のない音楽会』、NHK・FM名曲リサイタル、『NHKニューイヤーオペラコンサート』等にも出演。2014年ピアニスト、ヴィンチェンツォ・スカレーラとの共演となった。
キャッチコピー「イタリアの太陽」は、音楽ライターの室田尚子が生みの親である。。男声ユニット『ザ・ジェイド』としても活動。
二期会会員。武蔵野音楽大学、東京芸術大学各講師。
2018年4月より出身地である二本松市の観光大使に就任。

## 人物
樋口は1969年7月23日に福島県安達町（現・二本松市）で生まれた。血液型はA型。「王子」の愛称でファンや周りの人から親しまれている。東京二期会所属。
県立福島東高等学校を卒業して武蔵野音楽大学に入るまでを豊かな自然に恵まれた二本松市で過ごす。
中学校ではバスケットボール部に所属し、3年目にはキャプテンになる。
その一方で小学校低学年の時にテレビで見た『スター誕生!』(日本テレビ系列)の影響から、田原俊彦、近藤真彦と言ったジャニーズ事務所の花形スター達に大きな憧れを抱いたり、自分から親にお願いしてエレクトーンを学んだりするなど音楽への関心も幼少時から確実に芽生えていた。
更に高校2年生終わりから本格的に声楽を習い始め、東京で音楽の勉強をしたいという強い希望があったが、両親の反対にあい、大学卒業後は音楽教師として福島に戻るという約束で両親を説得し、武蔵野音楽大学に入学した。
また大学時代の恩師がイタリア・オペラの専門だったため、その影響でイタリア・オペラが好きになり、オペラが生まれたのがイタリアであったことから、その発祥の地を知りたいと考え、オペラの殿堂『ミラノ・スカラ座』があるミラノへの留学を決意する。
大学院修了後は、1年9カ月の間、輸入楽譜の専門店、工事現場の旗振り、オペラの合唱やママさんコーラスの指導、専門学校講師などのアルバイトなどをして、イタリア留学の資金を貯めてイタリア留学を目指した。
留学当初は文化庁派遣などの奨学金での留学ではなかったために、徐々に生活費にも困り、観光客をホテルや空港に送迎する仕事で生活費を捻出していたが、ある日、スカラ座の合唱団員のオーディションの誘いがあり、仕事を断ってオーディションを受け合格。
その後、スカラ座の舞台に立っていたが、ソリストとして舞台で歌いたいという気持ちが強くなり、各地でソリストとして活動し日本に帰国。
ブダペスト国際オペラコンクールに入賞し、ハンガリー国立歌劇場にて『ラ・ボエーム』のロドルフォ役でヨーロッパでデビュー。
以後、新国立劇場や日生劇場、二期会などで主要な役を演じ続ける。

## コンクール入賞歴
- 1997年 1月 サンレモ国際声楽コンクール（イタリア）特別賞受賞
- 1998年 5月 ロータリー国際声楽コンクール（イタリア）第4位入賞
- 1998年 6月 エンリーコ・カルーソー国際声楽コンクール（ミラノ）最高位受賞
- 1998年 8月 東京国際声楽コンペティション（産経新聞社主催）第2位入賞
- 1998年 9月 ブダペスト国際オペラコンクール（ハンガリー）第3位入賞

## ディスコグラフィ
- 2012.3.11 君のために ～ Per te
- 2014.9.17 パッシオーネ
- 2017.12.6 あこがれ Ti adoro
- 2020.7.22 涙　-Tears- (ソロシングル）

## 主な出演歴
1997年
- 8月 Concerto d'estate  夏のコンサート （モンテカンピオーネ・イタリア）
- 10月 ベルカント・コンサート（ミラノ・イタリア）
- 11月 オペラ・ガラ・コンサート（メーダ・イタリア）
- 11月 《蝶々夫人》ピンカートン役（ハイライト公演） G.プッチーニ （ガッララーテ・イタリア）
- 11月 《蝶々夫人》ピンカートン役（ハイライト公演） G.プッチーニ （ミラノ）
- 12月 《ノルマ》フラーヴィオ役 V.ベッリーニ （国立ヴェルディ音楽院大ホール・ミラノ）
- 12月 《ランメルモールのルチア》エドガルド役（ハイライト公演）G.ドニゼッティ（ミラノ）

1998年
- 2月 オペラ・ガラ・コンサート （ベルガモ・イタリア）
- 3月 《妖精ヴィッリ》ロベルト役（ハイライト公演）G.プッチーニ （ミラノ）
- 4月 《ランメルモールのルチア》エドガルド役（ハイライト公演）G.ドニゼッティ（ミラノ）
- 5月 《椿姫》アルフレード役（ハイライト公演）G.ヴェルディ（グレコ劇場・ミラノ）
- 6月 《ランメルモールのルチア》エドガルド役（ハイライト公演）G.ドニゼッティ（ベルガモ・イタリア）
- 10月 《ラ・ボエーム》ロドルフォ役　G.プッチーニ　ハンガリー国立歌劇場（ハンガリー・ブダペスト）

1999年
- 2月 《運命の力》ソロ・パート　R.ムーティ指揮　G.ヴェルディ　（ミラノ・スカラ座）
- 2月 《ランメルモールのルチア》エドガルド役（ハイライト公演）G.ドニゼッティ（ミラノ）
- 3月 ニューヨークにおいて、メトロポリタン歌劇場管弦楽団と共演
- 6月 『スタバト・マーテル』テノール・ソロ L.ボッケリーニ ロンバルディア音楽祭

2000年
- 4月、5月 《魔笛》タミーノ役 W.A.モーツアルト （武蔵野音楽大学ベートーヴェンホール）武蔵野音楽大学オペラ公演

2001年
- 2月 新国立劇場研修生終了公演《リータ》ベッペ役で賛助出演（新国立劇場中劇場）
- 2月 原 嘉壽子 作曲《乙和の椿》源 義経 役 （東京文化会館）
- 6月，7月 《キャンディード》バーンスタイン作曲（佐渡裕指揮、宮本亜門演出）バンデルデンデュール役（東京国際フォーラムCホール）
- 10月 《花言葉》従弟 役　L.ロッセリーニ（新国立劇場小ホール）

2002年
- 8月 《イル・トロヴァトーレ》マンリーコ役（ハイライト公演）G.ヴェルディ作曲（MY SPACE ASPIA）
- 9月 《椿姫》ガストン役 G.ヴェルディ（新国立劇場）
- 9月 バレエ公演《こうもり》（ローラン・プティ振付）ヨハン役の陰歌（新国立劇場）
- 11月 《トロヴァトーレ》ルイス役 G.ヴェルディ（新国立劇場）

2003年
- 7月 《トスカ》カヴァラドッシ役 G.プッチーニ（新国立劇場）
- 10月 《椿姫》にアルフレード役 G.ヴェルディ（愛知県芸術劇場）
- 12月　バレエ公演『こうもり』（ローラン・プティ振付）ヨハン役の陰歌 （新国立劇場）

2004年
- 2月 《外套》ルイージ役 G.プッチーニ（新国立劇場小ホール）
- 8月 《ルチア》ノルマンノ役 G.ドニゼッティ（新国立劇場）ラ・ヴォーチェ公演
- 9月、10月 《ラ・ボエーム》パルピニョール役 G.プッチーニ（新国立劇場）
- 10月 蝶々夫人初演100周年記念《蝶々夫人》（ハイライト公演）ピンカートン役（長崎市民会館文化ホール）
- 10月 《仮面舞踏会》リッカルド役 G.ヴェルディ（北九州芸術劇場・福岡県北九州市）
- 12月 《トスカ》カヴァラドッシ役 G.プッチーニ（行徳文化ホールI＆I・千葉県市川市）

2005年
- 3月 《ザザ》ミーリオ役 L.レオンカヴァッロ（新国立劇場）
- 4月 ホテルオークラ東京 ロビーコンサート 25 マイクロ・オペラ《椿姫》（ハイライト公演）アルフレード役（ホテルオークラ東京）
- 5月 三枝成彰作曲《レクイエム》キューバ公演にソリストとして参加
- 7月 《蝶々夫人》ピンカートン役 G.プッチーニ（新国立劇場）
- 7月 浜離宮ランチタイム コンサート マイクロ・オペラ《カルメン》（ハイライト公演）ホセ役（浜離宮朝日ホール）
- 8月 被爆60年メモリアルチャリティコンサート（長崎ブリックホール・長崎県長崎市）
- 9月 《コジ・ファン・トゥッテ》フェランド役 W.A.モーツアルト（所沢市民文化センター ミューズ・マーキーホール/埼玉県）
- 10月 《椿姫》アルフレード役 G.ヴェルディ（宮城県民会館・宮城県仙台市） 仙台オペラ協会 創立30周年記念公演
- 10月 《カルメン》（ハイライト公演） ドン・ホセ役 G.ビゼー （はなみがわ風の丘ホール・千葉県）
- 11月 《夕鶴》与ひょう役 團 伊玖磨 （日生劇場）
- 11月 《トスカ》（ハイライト公演）カヴァラドッシ役 大倉集古館 オペラの夕べ（大倉集古館・ホテルオークラ東京）
- 12月 《夕鶴》与ひょう役 團 伊玖磨 （芸術の殿堂・韓国ソウル）
- 12月 《泣いた赤鬼》赤鬼 役 松井和彦 （JTアートホール アフィニス） JTほのぼのコンサート Vol.5 ホール開設10周年

2006年
- 1月 《蝶々夫人》ピンカートン役 G.プッチーニ（和光市民文化センター アゼリア大ホール）
- 2月 《オルフェオ》アポッロ役 C.モンテヴェルディ（紀尾井ホール）東京室内歌劇場 37期112回定期公演
- 3月 《カルメン》ドン・ホセ役（ハイライト公演）G.ビゼー （ホワイトキューブ 白石市文化体育活動センター・宮城県）
- 4月 《道化師》ペッペ役 R.レオンカヴァッロ（新国立劇場）
- 5月 《僕は夢を見た、こんな満開の桜の樹の下で》ジロー役 神田慶一（なかのZERO大ホール）青いサカナ団 第26回公演
- 7月 《カヴァレリア・ルスティカーナ》トゥリッドゥ役 P.マスカーニ （新国立劇場）
- 8月 《椿姫》ガストン役 G.ヴェルディ（新国立劇場）ラ・ヴォーチェ公演
- 9月 《ドン・カルロ》レルマ役、王宮の布告者役 G.ヴェルディ（新国立劇場）
- 9月 《トゥーランドット》カラフ役（ハイライト公演）G.プッチーニ（奈良県文化会館 国際ホール）トヨタ コミュニティ コンサート
- 10月 《海賊》セリモ役 G.ヴェルディ（滋賀県立芸術劇場 びわ湖ホール 大ホール・滋賀県）
- 11月、12月 《フィデリオ》ヤッキーノ役 ベートーヴェン （新国立劇場）

2007年
- 2月 《ダフネ》ロイキッポス役 R.シュトラウス作曲（東京文化会館大ホール）東京二期会デビュー公演
- 2月 《椿姫》アルフレード役 G.ヴェルディ作曲（東京芸術大学 奏楽堂）東京藝術大学博士課程リサイタル賛助出演
- 2月 《夕鶴》与ひょう役 團伊玖磨 作曲（JTアートホール アフィニス）JTほのぼのコンサート Vol.7
- 5月 『レクイエム』三枝成彰 作曲 （モンテカルロ歌劇場・モナコ）
- 5月 《椿姫》アルフレード役（ハイライト公演）G.ヴェルディ（横浜みなとみらい小ホール・神奈川県）
- 6月 《ファルスタッフ》フェントン役 G.ヴェルディ作（新国立劇場）
- 7月 《蝶々夫人》ピンカートン役 G.プッチーニ（新国立劇場） 高校生のためのオペラ鑑賞教室
- 9月 『仮面舞踏会』リッカルド役 ヴェルディ作曲（東京文化会館）東京二期会公演
- 9月 《トスカ》カヴァラドッシ役（ハイライト公演）G.プッチーニ 浜離宮ランチタ10月 《トスカ》カヴァラドッシ役（ハイライト公演） 第11回 京都の秋 音楽祭（京都コンサートホール・京都府）
- 11月 《カプレーティ家とモンテッキ家》テバルト役 V.ベッリーニ作曲（日生劇場）
- 12月 《ラ・ボエーム》ロドルフォ役（ハイライト公演）G.プッチーニ（青森県立美術館アレコホール）美術館コンサート「祈り」

2008年
- 1月 第51回 NHK ニューイヤー オペラ コンサート 出演（NHKホール）
- 1月 ≪ラ・ボエーム≫ロドルフォ役  プッチーニ作曲（福島テルサ FTホール・福島県福島市）
- 2月 《黒船》領事 役 山田耕筰 作曲（新国立劇場）
- 3月 《ラ・ボエーム》ロドルフォ役 プッチーニ作曲（熊本市産業文化会館・熊本県）
- 6月 《椿姫》ガストン役 ヴェルディ作曲（新国立劇場）
- 7月 高校生のためのオペラ鑑賞教室《椿姫》ガストン役 ヴェルディ作曲（新国立劇場）
- 8月 オペラ「三部作」 《ジャンニ・スキッキ》リヌッチョ役 プッチーニ作曲（東京文化会館大ホール）
- 9月 《エフゲニー・オネーギン》レンスキー役 チャイコフスキー作曲 東京二期会オペラ（東京文化会館大ホール）
- 11月 《アイーダ》ラダメス役 G.ヴェルディ（日立新都市広場 日立シビックセンター前・茨城県日立市）第23回 国民文化祭・いばらき
- 11月 《蝶々夫人》ピンカートン役 G.プッチーニ （アルカイックホール・兵庫県尼崎市）新国立劇場 高校生のためのオペラ鑑賞教室
- 11月 《カルメン》ドン・ホセ役（ハイライト公演）G.ビゼー （京都コンサートホール ムラタ）マイクロ・オペラ
- 11月 《リゴレット》マントヴァ侯爵 役（ハイライト公演）G.ヴェルディ（四谷区民ホール）オペラ・レクチャー・コンサート

2009年
- 1月 第52回 NHK ニューイヤー オペラコンサート（NHKホール）
- 2月 《ラ・トラヴィアータ》アルフレード役 G.ヴェルディ（東京文化会館大ホール）東京二期会公演
- 4月、5月 《コジ・ファン・トゥッテ》フェランド役 W.A.モーツアルト（武蔵野音楽大学 ベートーヴェンホール）大学オペラ公演
- 5月 The JADE デビューコンサート （新宿明治安田生命ホール）
- 5月 《ラ・ワリー》ハーゲンバッハ役 A.カタラーニ （ティアラこうとう 大ホール）
- 6月 《修禅寺物語》春彦 役 清水 脩 （新国立劇場）坂田藤十郎 演出
- 7月 《ラ・トラヴィアータ》アルフレード役（ハイライト公演）G.ヴェルディ（しらかわホール・愛知県名古屋市）エッセンティア
- 8月 《カルメン》ドン・ホセ役（ハイライト公演）G.ビゼー（イズミティ21 小ホール）中村敦子 オペラティック・リサイタル
- 10月 《蝶々夫人》ピンカートン役 G.プッチーニ（東京文化会館大ホール）東京二期会公演

2010年
- 2月 《忠臣蔵～外伝～》岡野金右衛門 役 三枝成彰 （Bunkamuraオーチャードホール）
- 5月 《ラ・ボエーム》ロドルフォ役（ハイライト公演）G.プッチーニ（千葉商科大学本館7階 大会議室）レクチャー コンサート
- 7月 《ファウストの劫罰》ファウスト役 H.ベルリオーズ （東京文化会館大ホール）東京二期会公演
- 9月 《椿姫》アルフレード役 G.ヴェルディ （東区民文化センター 大ホール・広島県広島市）広島市民オペラ 第24回 公演
- 10月 《蝶々夫人》ピンカートン役（ハイライト公演）G.プッチーニ（ハウステンボス・長崎県佐世保市）ガーデニングワールドカップ
- 10月 《椿姫》アルフレード役（ハイライト公演）G.ヴェルディ（川越西文化会館・埼玉県川越市）武蔵野音楽大学同窓会 埼玉県支部
- 10月 《蝶々夫人》ピンカートン役 G.プッチーニ（アルカイックホール・兵庫県尼崎

2011年
- 1月 第54回 NHK ニューイヤー オペラ コンサート （NHKホール）
- 1月 《椿姫》アルフレード役 G.ヴェルディ （東区民文化センター 大ホール・広島県広島市）広島市民オペラ 第25回公演
- 2月 《椿姫》ガストン子爵 役 G.ヴェルディ（新国立劇場）
- 6月 《トスカ》カヴァラドッシ役（ハイライト公演）G.プッチーニ（グランドプリンスホテル新高輪 イタリア料理イルレオーネ）
- 7月 《蝶々夫人》ピンカートン役 G.プッチーニ（新国立劇場） 高校生のためのオペラ鑑賞教室
- 10月 《ラ・ボエーム》ロドルフォ役（ハイライト公演）G.プッチーニ（北方公民館文化ホール・佐賀県武雄市）宝石箱コンサートⅩⅤ

2012年
- 4月、5月 『魔笛』 タミーノ役 W.A.モーツアルト 作曲 （武蔵野音楽大学 ベートーヴェンホール）武蔵野音楽大学 オペラ公演
- 5月 東日本大震災から1年・新たな出立を祈念 チャリティー オペラコンサート（福島市音楽堂 大ホール・福島市）
- 5月 『蝶々夫人』ピンカートン役（ハイライト公演）G.プッチーニ （THE STATION STUDIO HATAGAYA・幡ヶ谷）
- 7月 『ラ・ボエーム』ロドルフォ役 G.プッチーニ（新国立劇場）高校生のためのオペラ鑑賞教室
- 8月 『トゥーランドット』カラフ役 G.プッチーニ（大田区民ホール・アプリコ 大ホール）大田区民オペラ協議会公演
- 9月 『椿姫』アルフレード役 G.ヴェルディ （能代市文化会館 大ホール・秋田県能代市）能代オペラ
- 9月 『ラ・ボエーム』ロドルフォ役 G.プッチーニ（ふくやま芸術文化ホール リーデンローズ 大ホール・広島県福山市）ムジカ・アヴァンティ

2013年
- 2月 『こうもり』アルフレード役 J.シュトラウス（東京文化会館 大ホール） 二期会創立60周年記念公演
- 3月 『アイーダ』伝令 役 ＆ ラダメス役カヴァー G.ヴェルディ （新国立劇場）
- 3月 「二本松市民の歌」制定披露式 （二本松市コンサートホール・福島県二本松市）
- 5月、6月 『ナブッコ』イズマエーレ役 G.ヴェルディ （新国立劇場）
- 7月、8月 『ホフマン物語』ホフマン役 J.オッフェンバック （新国立劇場 オペラパレス）二期会創立60周年記念公演

2014年
- 4月 『蝶々夫人』（ピンカートン役）G.プッチーニ 東京二期会 （東京文化会館）
- 7月 『蝶々夫人』（ピンカートン役）G.プッチーニ 高校生のための鑑賞教室公演 （新国立劇場）
- 9月 『椿姫』（アルフレード役）G.ヴェルディ （能代市文化会館 大ホール・秋田県）

2015年
- 7月新国立劇場 高校生のためのオペラ鑑賞教室『蝶々夫人』ピンカートン役 [新国立劇場（初台）]

2016年
- 1月 プッチーニ オペラ ラ・ボエーム ロドルフォ役 J.プッチーニ（（須賀芸術劇場）
- 1月 プッチーニ オペラ ラ・ボエーム ロドルフォ役 J.プッチーニ（サントリーホール ブルーローズ）
- 3月 びわ湖ホール プロデュースオペラ ワーグナー作曲 歌劇 さまよえるオランダ人 エリック役 M.ワグナー （滋賀県立芸術劇場びわ湖ホール）
- 3月 神奈川県民ホールオペラシリーズ2016 ワーグナー作曲 歌劇 さまよえるオランダ人 エリック役 M.ワグナー
- 7月 マダム バタフライ ハイライト版 ピンカートン役 J.プッチーニ（みしまプラザホテル）
- 8月 能代オペラ音楽祭 5周年記念公演 「カルメン」ホセ役 G.ビゼー（能代市文化ホール）
- 9月 トークで納得！観て幸せ！一挙両得！江原啓之プロデュース「ジャンニ・スキッキ」リヌッチョ役 J.プッチーニ（森ノ宮ピロティホール）

2017年
- 2月 東京二期会オペラ劇場 「トスカ」 カヴァラドッシ役 G.プッチーニ （東京文化会館）
- 6月 NISSEI OPERA 2017 オペラ ラ・ボエーム ロドルフォ役 J.プッチーニ （日生劇場）
- 9月 病気とたたかう子供たちのために チャリティーコンサートvol.18 蝶々夫人 ピンカートン役 J.プッチーニ（靜岡音楽堂AOL）
- 11月 NISSAY OPERA 2017 オペラ『ルサルカ』王子役 A.ドヴォルザーク （日生劇場）
- 11月 オペラ「蝶々夫人」ハイライト ピンカートン役 J.プッチーニ （ホテルハマツ）

2018年
- 3月 東京二期会コンチェルタンテシリーズ 「ノルマ〈セミ・ステージ形式上演〉」ポリオーネ役 V.ベッリーニ （Bunkamura オーチャードホール）
- 7月 高校生のための鑑賞教室公演 『トスカ』カヴァラドッシ役　G.プッチーニ （新国立劇場）
- 9月「三部作」の「外套」ルイージ役　G.プッチーニ　（新国立劇場）
- 9月「スペインの時」（演奏会形式）ゴンサルヴェ役　M.ラヴェル（東京オペラシティコンサートホール）
- 11月江原啓之プロデュース開運オペラ第二弾　歌劇｢夕鶴｣与ひょう役　團伊玖磨（東京国際フォーラム ホールC）
- 12月東急ジルベスターコンサート2018-2019 (Bunkamura オーチャードホール）

2019年
- 2月東京二期会オペラ劇場　「金閣寺」柏木役　黛 敏郎（東京文化会館）
- 3月３.11 全音楽界による音楽会　チャリティコンサート（サントリーホール）
- 5月「樋口達哉のオペラ」第一弾　オペラ「道化師」プレ・コンサート　第一生命ホール(晴海トリトンスクエア)
- 7月高校生のための鑑賞教室公演　オペラ「蝶々夫人」ピンカートン役　G.プッチーニ　（新国立劇場）
- 7月樋口達哉　サマークラシック　「この歌を！あの歌を！和洋オールスターソング名曲の祭典」（東京文化会館）
- 8月オペラ「ラ・ボエーム」ロドルフォ役　G.プッチーニ（能代市文化会館）
- 9月病気でたたかう子供達のために　チャリティコンサートvol.20　オペラ「蝶々夫人」ピンカートン役　G.プッチーニ（静岡音楽会館AOI）
- 10月二期会オペラ劇場「蝶々夫人」ピンカートン役　G.プッチーニ（東京文化会館）
- 10月二期会オペラ劇場「蝶々夫人」ピンカートン役G.プッチーニ（よこすか芸術劇場）
- 10月東京芸術劇場コンサートオペラ　歌劇「ジャミレ」（演奏会形式）G.ビゼー（東京芸術劇場）
- 12月交声曲「海道東征」信時潔（東京芸術劇場）
- 12月ジルヴェスター・オペラコンサート「プッチーニ・ガラ！」（兵庫県芸術文化センターKOBELCO大ホール）

2020年
- 2月東京二期会オペラ劇場「椿姫」アルフレード役　G ヴェルディ（東京文化会館）G ヴェルディ
- 7月初のソロシングルとなる「涙　-Tears-」でJ-POPデビュー

2021年
- 1月東京二期会コンチェルタンテシリーズ「サムソンとデリラ〈セミ・ステージ形式上演〉」　サムソン役（Bunkamura オーチャードホール）
- 7月佐渡裕芸術監督プロデュース「喜歌劇メリー・ウィドウ」カミーユ・ド・ロション役　フランツ・レハール（兵庫県立芸術文化センター KOBELCO大ホール）
- オペラ彩第38回定期公演「カルメン」ホセ役（和光市民文化センター）

2022年
- 4月東京二期会コンチェルタンテシリーズ「エドガール〈セミ・ステージ形式上演〉」　エドガール役（Bunkamura オーチャードホール）
- 6月樋口達哉のオペラ「道化師」　カニオ役（紀尾井ホール）